# Боян Манчев
Вижте пояснителната страница за други личности с името Манчев.
Боян Красимиров Манчев е български философ, изкуствовед, културен теоретик. Директор на програма (2004-2010) и вицепрезидент (2007-2010) на Международния философски колеж, Париж. Доцент, преподавател в Софийския университет „Св. Климент Охридски“, Нов български университет и Берлинския университет за изкуства.

## Биография
Роден е на 22 юли 1970 г. в София. Завършва българска филология (1994) и философия (1997) в Софийския университет. Става преподавател по Теория на литературата към Катедрата по теория и история на литературата в СУ „Св. Климент Охридски“ (1997-1999). През 1998 г. защитава докторска дисертация на тема „Наративната система в романите на Достоевски (от „Престъпление и наказание“ до „Братя Карамазови“)“.
От 1999 г. е член на Департамента по нова българистика към НБУ, където води лекционния курс „Подходи към текста“.
През 2000 г. осъществява тримесечно постдокторално изследване в Националния институт за френски език (l'INaLF, CNRS), Париж. Тема на изследването: „Символът и алегорията в сюрреализма“.
През 2011 г. на Боян Манчев е присъдено академичното звание „доцент“.

### Научна и творческа дейност
Изследователските интереси на Боян Манчев са съсредоточени в областта на онтологията, философията на изкуството и политическата философия, разработвайки проекта за динамична или модална онтология. Изнася лекции в множество европейски, американски и японски университети и културни институции. Ръководи семинара „Фантазмът, субектът и смисълът“ към Международния философски колеж, Париж.
В последните малко повече от две десетилетия Боян Манчев организира конференции и публични форуми в областта на философията, съвременното изкуство и политика, изнася множество лекции и ръководи програми в едни от най-значимите утвърдени академични институции, центрове за изкуства и галерии, но също така и в независими пространства, между които Universität der Künste Berlin (UdK), Haus der Kulturen der Welt, Volksbühne am Rosa-Luxemburg-Platz, KW, nGbK, Sophiensæle, Vierte Welt, Kolleg Friedrich Nietzsche (Ваймар), TQW, Akademie der bildenden Künste, Universität für angewandte Kunst, mumok, IWM (Виена), WUK; ZKM (Карлсруе) и Hochschule für Gestaltung, Akademie Schloss Solitude, Künstlerhaus Mousonturm, Justus-Liebig-Universität, Kampnagel, apexart  и PS1 (Ню Йорк), Collège international de philosophie, Palais de Tokyo, EHESS, CND (Париж), Festival d’Avignon, Delicatessen Marseille, Maison de la Danse, Accademia di Brera, Museu de Serralves, BAK (Утрехт), UTCP и Keio University в Токио и Колежът за изкуства в Каназава, CAFAM, Whitechapel Gallery и Chelsea College of Arts, Istanbul Modern, Metelkova, MaMa, Музеј на современата уметност (MoCA), ICA (София) и много други. Сътрудничи и участва в дебати с философи и теоретици от различни поколения, между които Жан-Люк Нанси, Антонио Негри, Жак Дерида, Шантал Муф, Роберто Еспозито, Аленка Зупанчич, Борис Гройс, Жакоб Рогозенски, Фредерик Нера, Федерико Ферари, Артьом Магун, Рада Ивекович, Габриела Бастера, Миглена Николчина, Александър Кьосев, Ангел В. Ангелов, Владимир Градев и Димитър Вацов.
Боян Манчев се включва като теоретик, драматург или изпълнител в проекти на театрални режисьори, хореографи и визуални артисти, между които Елке Мархьофер, Tим Етчелс („The Frequently Asked“), Борис Шармац („Expo Zero“). Заедно с Ани Васева и Леонид Йовчев е съосновател на Метеор.
Автор е на двадесет книги на шест езика и на над триста студии и статии, публикувани на български, френски, английски, немски, италиански, японски, китайски, португалски, руски, шведски и други езици. 
Съставител е на броевете на списанието „Rue Descartes 64: La métamorphose“ (Paris: PUF, 2009) и „Rue Descartes 67: Quel sujet du politique?“ (Paris: PUF, 2010, в сътрудничество с Рада Ивекович и Габриела Бастера).

### Монографии
- „Свят и свобода. Трансцендентална философия и модална онтология“ (София, НБУ, 2023)[4]
- „Краят на съвременното изкуство? (Или бъдещето на изкуството)“ (София, „Метеор“, 2023)[5]
- „Свобода въпреки всичко. Том I: Свръхкритика и модална онтология“ (София, „Метеор“, 2021)
- „Зима: Вещици, комети“ (София, „Метеор“, 2020)
- „Новият Атанор. Начала на философската фантастика“ (София, „Метеор“, 2019/2020)
- „Тъмна поема“ (София, „Метеор“, 2019)
- „Метеор. Избрани театрални текстове“ (съвместно с Ани Васева) (София, „Метеор“, 2018)
- „Облаци. Философия на свободното тяло“ (София, „Метеор“, 2017)
- „Логика на политическото. Метаморфози на политическата общност и политическия субект“ (София, „Изток-Запад“, 2012) [6][7]
- „По никое време / Out of Time“, Каталог-Студия (двуезично издание) (София, изд. на СГХГ, 2011)
- „Тялото – Метаморфоза“ (София, „Алтера“, 2007) [8]
- „Невъобразимото: Опити по философия на образа“ (София, НБУ, 2003)[9]

### Монографии на други езици
- Boyan Manchev, Ani Vaseva, Yasuo Kobayashi, Tempus fugit (Sofia: Metheor, 2021)
- Boyan Manchev, Jean-Luc Nancy, Federico Ferrari, Tomás Maia, Persistência da obra / Persistance de l’œuvre, Tome I:  Arte e política / Art et politique  (Lisbonne: Documenta, 2021)
- Boyan Manchev, Jean-Luc Nancy, Federico Ferrari, Tomás Maia,  Persistência da obra / Persistance de l’œuvre, Tome II:  Arte e religião / Art et religion  (Lisbonne: Documenta, 2021)
- 世界の他化 ラディカルな美学のために, [L’altération du monde. Pour une esthétique radicale / Изменението на света. За една радикална естетика], превод от френски на японски език: Юмико Йокота [横田 祐美子（ヨコタ ユミコ）] и Шико Йока [井岡 詩子（イオカ ウタコ）] (Tokyo: Hosei University Press, “Universitas”, 2020)
- Dark Poem (Sofia: Metheor, 2019)
- Clouds. Philosophy of the Free Body (Sofia: Metheor, 2019)
- Miracolo (Milano: Lanfranchi Editore, 2011)
- L'altération du monde. Pour une esthétique radicale (Paris: Lignes, 2009).
- La Métamorphose et l'Instant – Désorganisation de la vie (Paris/Strasbourg: La Phocide, 2009)[10]

### Съставителство
- Revue Lignes n°69: Logiques Du Conspirationnisme, Paris, ноември 2022. Съ-съставителство и съ-автор: Боян Манчев.
- Х. Ф. Лъвкрафт, Произведения, 1: Сънища във вещерската къща (София, „Метеор“, 2022)
- сп. "Критика и хуманизъм", кн. 52: "Модалност и идентичност", Съставители Дарин Тенев и Боян Манчев (София, ФХСИ, 2021)
- Красимир Манчев, Принципи на оперативното езикознание, съставителство и редакция на книгата Александра Манчева и Боян Манчев, (София, „Метеор“, 2018)
- Rue Descartes 64 : La Métamorphose (Paris: PUF, 2009)

### Драматургия
- 2022: „Атлантида“ (съвместно с Ани Васева; реж. Ани Васева). Премиера в София: 16 и 17 юни 2022, Swimming Pool; премиера в Берлин: 26 и 27 август 2022, ACUD Theater
- 2021: „Дарума“ (реж. Ани Васева, теория: Боян Манчев). Премиера – 10 декември, 19:00, кино „Люмиер“
- 2020: „Един ден, в който има всичко“ (реж. Ани Васева, теория: Боян Манчев). Премиера - октомври 2020.
- 2019: „Хиджиката и неговият двойник“ (концепция, текст, постановка и драматургия: Ани Васева, Боян Манчев и Леонид Йовчев,  консултанти: Футоши Хошино и Ясуо Кобаяши). Премиера - Пловдив 2019, 20 септември 2019 г. (Държавен куклен театър – Пловдив). Софийска премиера - 30 октомври 2019 г. в Културен Център СУ и 31 октомври 2019 г. в Дом на киното. Представяне в Токийски Университет (Токио) - 1 декември 2019 г.
- 2019: „Хофман“ (съвместно с Ани Васева; реж. Ани Васева). Премиера - май 2019, Гьоте-Институт България
- 2017: „Пътуване към ада“ (съвместно с Ани Васева; реж. Ани Васева, теория: Боян Манчев). Премиера - октомври 2017, ДНК, София
- 2016: „Тотална щета“ (реж. Ани Васева, драматург: Боян Манчев). Премиера - март 2016, ДНК, София
- 2015: „Малдорор“ (реж. Ани Васева, теория: Боян Манчев). Премиера - октомври 2015, Френски Институт в България
- 2013: „Фаетон: Изверги“. Театрална група „Метеор“[11][12]
- 2012: „Франкенщайн“ (съвместно с Ани Васева). Театрална група „Метеор“, Премиера - февруари 2012, Сфумато, София[13]
- 2011: „Пиеса за умиране“ (съвместно с Ани Васева). Театрална работилница „Сфумато“ [14]
- 2010: „Окото“